# Sterling Price
Sterling Price (20 tháng 9 năm 1809 - 29 tháng 9 năm 1867) là luật sư, chính trị gia, sĩ quan quân đội người Hoa Kỳ. Ông từng chỉ huy đội dân quân Vệ binh Missouri và là trung tướng trong quân đội Liên minh miền Nam trong thời Nội chiến Hoa Kỳ.
Năm 1864 Price dẫn quân dự tính đánh tái chiếm tiểu bang Missouri nhưng thất bại. Sau cuộc chiến, ông đem binh sĩ chạy xuống México trốn thay vì đầu hàng quân Liên bang miền Bắc.

## Nghề luật sư
Sterling "Old Pap" Price sinh tại Farmville, Virginia trong gia đình gốc người Welsh. Ông theo học luật khoa tại trường Hampden-Sydney College  và làm thêm tại tòa án gần nhà mình. Sau khi tốt nghiệp ông làm luật sư một thời gian. Năm 1833 Price cưới vợ, sau này có bảy người con. Đến năm 1834 ông về Keytesville, Missouri mở khách sạn và làm thêm nghề trồng trọt.
Trong chiến tranh Mormon năm 1838, Price nằm trong phái đoàn điều tra về cuộc phân tranh giữa dân theo đạo Latter-day Saints và dân theo đạo Mormon. Ông binh vực cho giáo dân Mormon, cho rằng họ không gây những tội như lời kẻ thù của họ tố cáo. Sau khi dân đạo Mormon đầu hàng, thì Price được cử về bảo vệ để họ tránh bị kẻ thù trừng phạt.
Sterling Price đắc cử vào nghị viện Missouri hai lần năm 1836–38, và 1840–44, ông cũng được cử làm phát ngôn viên của nghị viện. Từ ngày 4 tháng 3 năm 1845 ông là nghị sĩ Đảng Dân chủ trong quốc hội Hoa Kỳ thứ 29 nhưng đến ngày 12 tháng 8 năm 1846 ông từ chức để tham gia chiến tranh Hoa Kỳ-Mexico.

## Chiến tranh Hoa Kỳ-Mexico
Price chiêu mộ quân lính lập nên Trung đoàn 2 thuộc quân kỵ binh Missouri và giữ chức đại tá ngày 12 tháng 8 năm 1846 và kéo đến Santa fe, thay tướng Stephen W. Kearny giữ chức chỉ huy khu vực New Mexico. Khi lên làm thống đốc khu này, Price đánh dẹp được cuộc nổi dậy của dân Mexico và dân bản địa tại Taos, New Mexico. Ngày 20 tháng 7 năm 1847, Price được tổng thống Hoa Kỳ James K. Polk tăng chức thiếu tướng, lãnh vai chỉ huy Binh đoàn miền Tây. Ngày 16 tháng 3 năm 1846 Price nghe tình báo sai, tưởng rằng quân Mexico kéo đến tấn công New Mexico, đem quân ra đánh trong trận Santa Cruz de Rosales. Trận đánh này là trận sau cùng của cuộc chiến, xảy ra sau hiệp ước Guadalupe Hidalgo (ngày 10 tháng 3.
Sau cuộc chiến ông giải ngũ ngày 25 tháng 11 1848 trở về Missouri. Ông mua một nông trại và canh tác tại Bowling Green.

## Chú giải
1. 1 2  Dupuy, p. 612.
2. ↑  LeSueur, pp. 84-85.
3. ↑  LeSueur, p. 233.
4. 1 2 3  Eicher, p. 440.